# Harry Hopkins

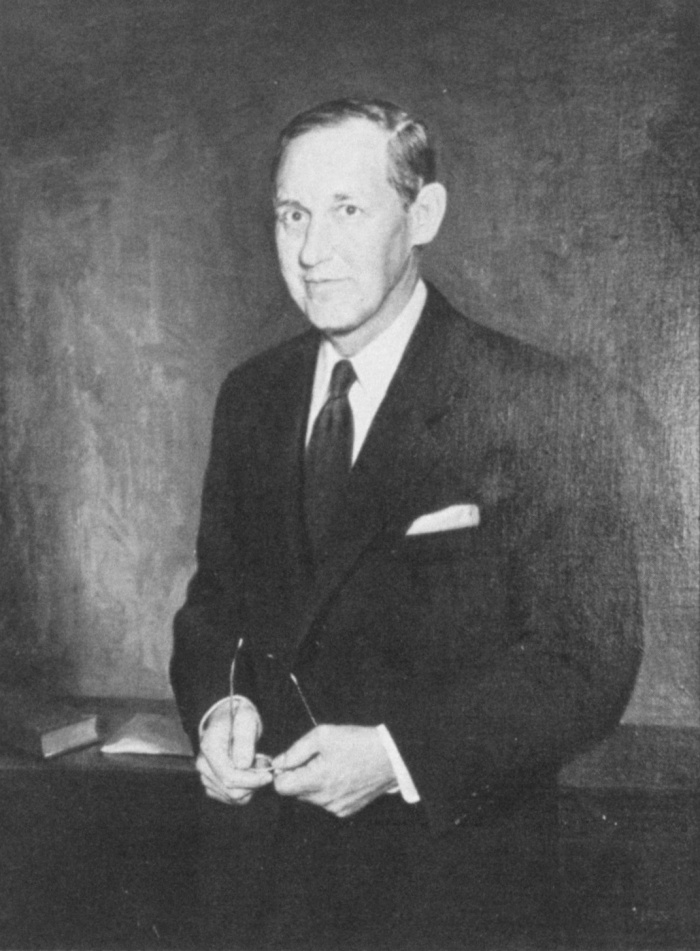
Harry Lloyd Hopkins

Harry Lloyd Hopkins (Sioux City (Iowa), 17 augustus 1890 - New York, 29 januari 1946) was een naaste vriend en diplomatieke adviseur van Franklin Delano Roosevelt tijdens de Tweede Wereldoorlog.
Tijdens Roosevelts regeerperiode was Harry Hopkins korte tijd minister van Handel (1939-1940).
Harry Lloyd Hopkins was een van de architecten van de New Deal, in het bijzonder de hulpprogramma's van de Works Progress Administration (WPA), die hij regisseerde en uitbouwde tot de grootste werkgever van het land. Daarnaast was hij een van de belangrijkste beleidsmakers in het Lend-Lease-programma dat hulp bood aan de geallieerden.

## Vroege levensjaren
Harry Hopkins was de vierde zoon van David Aldona en Anna Pickett Hopkins. Het gezin telde nog drie zonen en een dochter. Zijn vader, geboren in Bangor Maine, baatte een bedrijf in paardentuig uit, na een grillige carrière als verkoper, winkelier en exploitant van bowlingbaanaandrijvingen. Zijn echte passie was echter bowlen en uiteindelijk keerde hij dan ook terug naar het bedrijf waar hij voordien werkte. Anna Hopkins, geboren in Hamilton (Ontario), verhuisde op jonge leeftijd naar Vermillion (South Dakota), waar zij trouwde met David. Ze was erg religieus en actief binnen de methodistische kerk. Kort nadat Harry werd geboren, verhuisde het gezin achtereenvolgens naar Council Bluffs (Iowa) en Kearney en Hastings in Nebraska. Het gezin verbleef twee jaar in Chicago en vestigde zich uiteindelijk in Grinnell, Iowa.

## Liefdesrelaties
1. In oktober 1913 trouwde Hopkins met Ethel Gross, een Hongaars-Joodse immigrante die actief was in de Progressieve beweging van New York. Zij kregen samen drie zonen: David, Robert, en Stephen. Kort voordat Hopkins een publiek figuur werd, scheidden ze (in 1930). Toch hadden ze nog lange tijd, tot in 1945, een intieme verhouding.
2. In 1931 trouwde hij met Barbara Duncan, die zes jaar later aan kanker overleed.
3. Na haar dood, werd hij gekoppeld met de privésecretaresse van Roosevelt, Marguerite LeHand, waarmee hij een korte relatie had.
4. Naar verluidt verloofde hij zich wat later met Dorothy Hale, maar ook deze relatie hield niet lang stand. Kritiek vanuit het Witte Huis zou de reden zijn waarom Hopkins deze relatie verbrak.
5. In 1942 trouwde Hopkins met Louise Macy, zijn derde en laatste huwelijk. Macy was een gescheiden vrouw en voormalig redacteur van Harper's Bazaar. De twee woonden in het Witte Huis op verzoek van Roosevelt, hoewel Louise eigenlijk een eigen huis wenste. Hopkins beëindigde zijn lange verblijf in het Witte Huis op 21 december 1943 en verhuisde met zijn vrouw naar een herenhuis in Georgetown.

## Carrière

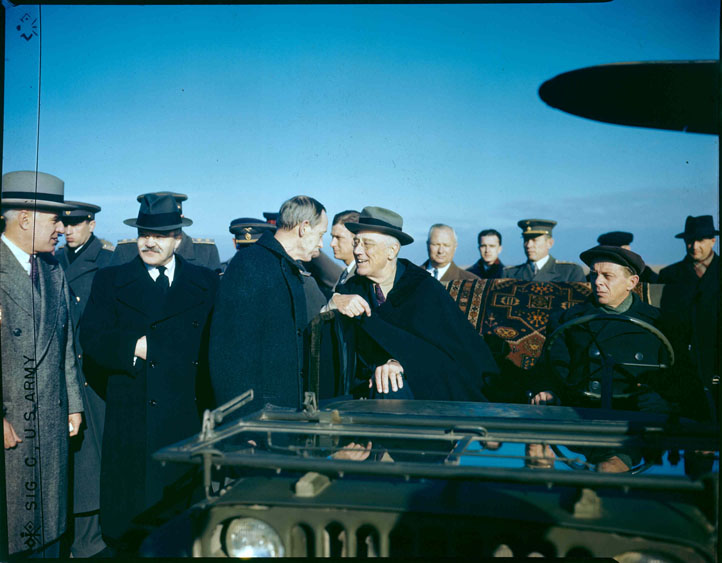
Harry Hopkins ontmoet President Franklin Delano Roosevelt

Het voorname leven en de carrière van Harry Lloyd Hopkins in de eerste helft van de 20e eeuw lag aan de basis van grote maatschappelijke veranderingen die het moderne Amerika in de late 20e en de vroege 21e eeuw definieerde.

### Carrièrestart
Hopkins studeerde aan het Grinnell College en nadat hij er in 1912 afstudeerde vond hij vrijwel onmiddellijk een job als maatschappelijk werker in het Christodora House, een sociale vestiging in het getto van New Yorks Lower East Side. In het voorjaar van 1913 nam Harry Hopkins een functie aan binnen de Association for Improving the Condition of the Poor van New York (AICP) (Vereniging voor de verbetering van het lot der armen). Daarnaast werd hij aangesteld als inspecteur van het Bureau Werkgelegenheid binnen het ministerie van Welzijn. Tijdens de recessie van 1915 organiseerde hij, dankzij de financiële hulp van het Milbank Memorial Fund, het Bronx Park Werkgelegenheidsprogramma. Dat was een van de eerste openbare werkgelegenheidsprogramma's in de VS.

### Carrièresprong
In 1915 werd hij door de toenmalig burgemeester van New York John Purroy Mitchel benoemd als uitvoerend secretaris van het Bureau of Child Welfare, dat instaat voor het beheer van de pensioenen voor moeders met kinderen ten laste.
Hopkins was aanvankelijk gekant tegen de intrede van Amerika in de Eerste Wereldoorlog, maar toen in 1917 de oorlog werd verklaard, steunde hij dit vol enthousiasme. Hij werd afgewezen voor de legerdienst vanwege een slecht oog.
Hopkins verhuisde met zijn gezin naar New Orleans, waar hij werkte voor het Amerikaanse Rode Kruis als directeur van Civilian Relief, Gulf Division. Deze afdeling van het Rode Kruis werd later samengevoegd met de Zuidwestelijke Division en in 1921 werd Hopkins, die op dat moment een hoofdkantoor in Atlanta had, benoemd tot algemeen directeur.
In 1922 keerde Hopkins terug naar New York, waar de AICP betrokken was bij de Milbank Memorial Fund en de State Charities Aid Association. Hopkins werd manager van het Bellevue-Yorkville gezondheidsproject en de adjunct-directeur van de AICP. Medio 1924 werd hij directeur van de New York Tuberculosis Association. Tijdens zijn ambtstermijn breidde het agentschap enorm uit en nam het de New York Heart Association (NYHA) in beslag.

### Hoogtepunt
In 1931 werd Hopkins door Franklin D. Roosevelt benoemd tot directeur van de New York State Temporary Emergency Relief Administration. Toen Roosevelt president werd, wierf hij Hopkins aan om zijn verschillende sociale programma's te implementeren.
Hopkins werkte later voor de Federal Emergency Relief Administration (1933-1935) en de Works Projects Administration (1935-38). 
Als hoofd van de WPA stelde Hopkins meer dan drie miljoen mensen tewerk en was hij verantwoordelijk voor de bouw van wegen, bruggen, openbare gebouwen en parken.

## Laatste levensjaren
In 1939 werd bij Hopkins maagkanker vastgesteld en artsen voerden een operatie uit waarbij driekwart van zijn maag werd verwijderd. Hij had moeite om eiwitten en vetten te verwerken en een paar maanden na de operatie vertelden de artsen hem dat hij niet lang meer te leven had.
Hopkins stierf uiteindelijk in New York in januari 1946. Zijn lichaam werd gecremeerd en de as bijgezet in zijn oude woonplaats Grinnell. Later werd een huis aan de campus van het Grinnell College naar hem vernoemd.